# Vicenza Jazz - New Conversations
New Conversations-Vicenza Jazz è una rassegna musicale promossa dal comune di Vicenza, che si tiene ogni anno nel capoluogo berico, a maggio, per una durata di circa dieci giorni.

## Storia
New Conversations-Vicenza Jazz, chiamato più semplicemente "Vicenza Jazz", nasce nel 1995 su impulso dell'Assessorato alle Attività Culturali del Comune di Vicenza e di uno sponsor locale (Trivellato), avvalendosi della direzione artistica di Riccardo Brazzale. Dopo i primi anni, in cui i concerti erano prevalentemente concentrati in un solo fine settimana, nel 1999 il festival si allarga a un'intera settimana, offrendo eventi musicali dislocati non solo nello storico Teatro Olimpico, ma in tutto il tessuto urbano (palazzi storici, chiese, piazze, strade, cinema, ristoranti), modulandone la collocazione a seconda delle peculiarità degli spazi (i concerti acustici all'Olimpico e nei luoghi di maggior pregio artistico, gli ensemble e i generi di maggiore impatto sonoro - be bop, free, fusion - all'aperto o in altre sale da concerto).
Vengono inclusi nella programmazione anche progetti al confine con altre discipline (happening musicali all'interno di sedi espositive, convegni, seminari didattici, incontri con l'autore, iniziative letterarie e cinematografiche).
Dal 2004 la manifestazione si è espansa fino a raggiungere i dieci giorni di programmazione, con un centinaio di appuntamenti tra quelli del calendario principale e quelli organizzati nei vari locali del centro storico e dell'hinterland.

## Artisti
Numerosi gli artisti esibitisi negli anni in occasione di New Conversations - Vicenza Jazz. Tra gli altri: Pat Metheny, Herbie Hancock, Uri Caine, Joe Zawinul, Brad Mehldau, Charlie Haden, Dave Brubeck, Richard Galliano, Lee Konitz, Enrico Rava, Paolo Fresu, Paul Motian, Roy Hargrove, Jack DeJohnette, Stefano Bollani, Antonello Salis, Archie Shepp, l'Art Ensemble of Chicago, Dee Dee Bridgewater, Anthony Braxton, Irio De Paula, Giovanni Allevi, John Zorn, Mingus Dinasty, Buena Vista Social Club, Elio e le Storie Tese, Earth Wind and Fire.

## Edizioni di New Conversations-Vicenza Jazz
- Prologo - 15 giugno 1994: Serata Jazz nella Stagione Musicale del Teatro Olimpico 1994
- Prologo - 1, 13, 20 maggio e 3 giugno 1995: Serate Jazz nella Primavera musicale vicentina
- Iª edizione - 18 e 26 maggio, 1º e 8 giugno, 4 luglio 1996: New Conversations - Vicenza Jazz '96
- IIª edizione - dal 29 maggio al 1º giugno 1997: New Conversations - Vicenza Jazz '97
- IIIª edizione - dal 24 al 31 maggio 1998: Gershwin, Tristano. Round About White Jazz
- IVª edizione - dal 16 al 23 maggio 1999: Nel mondo di Ellington
- Vª edizione - dal 14 al 21 maggio 2000: Louis, Charlie, Bill e gli altri, cent'anni da non dimenticare
- VIª edizione - dal 20 al 27 maggio 2001: Mary Lou Williams, Nick La Rocca: le donne, gli italoamericani
- VIIª edizione - dal 17 al 25 maggio 2002: Theolonious Monk. Un mondo all'incontrario
- VIIIª edizione - dal 13 al 24 maggio 2003: From St. louis to Sun Ra: voyage au bout du blues
- IXª edizione - dall'11 al 22 maggio 2004: Writting Music for Improvising
- Xª EDIZIONE - dal 20 aprile al 23 maggio 2005: E un uccello volò dalla Grande Madre Africa
- XIª edizione - dal 3 al 20 maggio 2006: Miles & Trane: indimenticabili quegli anni
- XIIª edizione - dal 2 al 19 maggio 2007: Il sogno sudamericano
- XIIIª edizione - dal 2 al 10 maggio 2008: Le architetture del jazz (in occasione dei 500 anni dalla nascita di Andrea Palladio)
- XIVª edizione - dall'8 al 16 maggio 2009: Il jazz che venne dal freddo
- XVª edizione - dal 7 al 15 maggio 2010: Allosanfàn: il jazz al di là delle Alpi
- XVIª edizione - dal 6 al 14 maggio 2011: New York New York: dalla Nuova Amsterdam alla Grande Mela
- XVIIª edizione - dal 4 al 12 maggio 2012: Alla fiera dell'Est: sulle rotte di Marco Polo e Thelonious Monk
- XVIIIª edizione - dal 10 al 18 maggio 2013: Nel fuoco dei mari dell'Ovest: West Coast and the Spanish Tinge
- XIXª edizione - dal 9 al 17 maggio 2014: Visual & Visonary Jazz: sull'Arka di Sun Ra, tra vecchie e nuove avanguardie
- XXª EDIZIONE dall'8 al 16 maggio 2015: Vent'anni di Suoni, Ritmi e Visioni
- XXIª edizione dal 6 al 14 maggio 2016: Di nuovo in viaggio verso la libertà
- XXIIª edizione dal 6 al 21 maggio 2017: To be or not to play
- XXIIIª edizione dal 10 al 20 maggio 2018: The birth of youth